# Nicolas Bernardi
Nicolas Bernardi est un pilote de rallye automobile français né le 16 mai 1976 à Nice. Il est sacré champion de France des rallyes en 2005.

## Biographie
Il remporte l'opération de détection Volant Rallye Jeunes en 1995 malgré être arrivé second derrière Sébastien Loeb, déclassé au motif que son ordre de passage lui aurait permis de bénéficier d'une meilleure luminosité,.
Il fait ainsi ses débuts dans le rallye en 1996 dans le cadre des formules de promotion Peugeot, trophée qu'il remporte en 2000.
Il est sacré champion de France des rallyes en 2005 avec une Peugeot 206 WRC.
Avec une fin de carrière survenue lors du retrait de Peugeot, Mitsubishi avec qui il avait signé un pré-contrat[pas clair], le pilote est alors en reconversion professionnelle. Il est Directeur sportif de l'opération Rallye jeunes depuis 2011, et gérant d'un école de pilotage en rallye dans le sud de la France.
Nicolas Bernardi est également coach de pilotes de rallye. Il a accompagné le champion de France des rallyes 2013 et aussi le vainqueur de la coupe de France des rallyes 2013.
Il est aussi gérant du circuit sur terre de Saint-Brès dans le Gard[réf. nécessaire]. Il dispose aussi d'une spéciale de rallye[pas clair].
En 2013, il renoue avec le succès, désormais en Coupe de France (deux succès, aux Rallye des Vins du Gard et au Rallye des Monts Dôme)[réf. nécessaire].

## Palmarès
- 2013  - Rallye des Monts Dôme sur Peugeot 207 S2000 ;
- 2012 - 1er du Trophee Andros promotion ;
- 2007 - Rallye de Corse avec la nouvelle Suzuki SX4 WRC ;
- 2005 - Champion de France des rallyes sur Peugeot 206 WRC ;
  - 2004 - vice-champion du monde JWRC, et 5e du Championnat de France des rallyes sur Renault Clio S1600, en étant le pilote ayant signé le maximum de victoires en spéciales dans les deux championnats ;
  - 2003 - dispute le Catalunya et le Rallye Sanremo 1er sur Renault Clio S1600 ;
  - 2002 - 7e du championnat de France des rallyes sur Ford Puma S1600 officielle ;
  - 2001 - 7e du championnat JWRC sur Peugeot 206 S1600 ;
- 2000 - Vainqueur du Volant Peugeot 206 WRC ;
  - 1999 - 3e du Volant Peugeot 206 WRC.